# Славко Бјелајац
Славко Бјелајац (Босански Нови, 27. септембар 1905—1965 или 1984) био је југословенски и амерички официр, артиљеријски мајор за генералштабне послове Југословенске војске, командант Првог личког корпуса Југословенске војске у Отаџбини и каснији резервни пуковник Оружаних снага Сједињених Америчких Држава, као и географ.

## Биографија

### Образовање и предратна каријера
Рођен је 27. септембра 1905. године у Босанском Новом, као син Николе Бјелајца. По завршетку шестог разреда гимназије, уписао се на Нижу школу Војне академије у Београду, коју је завршио 1924. године. Потом је од 1928. до 1930. године похађао и Вишу школу Војне академије, а потом и курс скијања у Крањској Гори. Обучио се и за наставника скијања на Триглаву.
Преузет је у Обавештајно одељење Главног генералштаба 1933. године и две године касније је преведен у генералштабну струку. У команду Босанске дивизијске области је прешао 1935, а потом у Организационо одељење Главног генералштаба 1938. године. Премештен је у Други одсек Главног генералштаба, а током 1939. године се налазио на служби у Француској. Био је и у комисији за капетански испит.
По повратку је враћен у Генералштаб, на место у Наставном и оперативном одељењу. У то време, написао је и објавио три значајна војна приручника: Основи војне географије Немачке (1939), Упутство за изучавање војне географије, за I годину Ниже школе Војне академије за наставну (1939) и Немачко-српскохрватски војни речник (1940).

### Други светски рат
Поједини извори тврде да се након пуча 27. марта нашао на месту начелника кабинета начелника Главног генералштаба генерала Душана Симовића. По избијању Априлског рата 1941. године, отишао је за Никшић, заједно са владом и краљем. Заробљен је крајем априла 1941. године и одведен у заробљенички логор у Италији, одакле бежи маја 1942. године. Чим је изашао из заробљеништва, придружио се Југословенској војсци у Отаџбини под командом генерала Драгољуба Михаиловића, који га је именовао за опуномоћеника Врховне команде у Лици, са задатком да обједини тамошње снаге и стави их под своју команду. Био је потчињен Илији Трифуновићу Бирчанину.
У децембру 1942. године, постављен је за команданта Велебитског корпуса, односно каснијег Првог личког корпуса. Његов штаб се налазио у Врховинама и Оточцу.
Након капитулације Италије 1943. године, заједно са мајором Карлом Новаком је организовао деловање словеначких делова Југословенске војске у Отаџбини. Из Српских Моравица је 7. септембра 1943. године упутио одред од 300 људи као испомоћ словеначким четницима. Овај одред није успео да се споји са Новаковим снагама, јер су оне доживеле тежак удар од партизана. Потпуковник Бјелајац се пребацио у Ријеку и на острву Лошињ организовао окупљање четника који су пребацивани за Бриндизи на југу Италије. Тамо је и сам прешао, те убрзо одлази за Каиро, где је ангажован као подсекретар у југословенском Министарству војном.

### Одлазак у САД
Емигрирао је 1948. године у Сједињене Америчке Државе и примљен је у Оружане снаге САД. Радио је као специјалиста за неконвенционално и психолошко ратовање, као и антигерилску борбу. Предавао је на Универзитету Џорџтаун у Вашингтону. Стекао је држављанство 1954. године и одмах примљен у Генералштаб САД. Одлуком америчког председника генерала Двајта Ајзенхауера, унапређен је у чин пуковника 1960. године.
Аутор је преко 150 радова из области војних наука.
Већина извора наводи да је преминуо 1965. године, док поједини амерички извори наводе да је умро 1984. године у Малаги.

## Унапређивања у чинове
| Потпоручник | Поручник | Капетан друге класе | Капетан прве класе | Мајор | Потпуковник | Пуковник |
| ----------- | -------- | ------------------- | ------------------ | ----- | ----------- | -------- |
|             |          |                     |                    |       |             |          |
| 1924.       | 1928.    | 1932.               | 1935.              | 1938. | ?           | 1960.    |

## Одликовања
- Златна медаља за ревносну службу;[1]
- Орден Југословенске круне V реда;[1]
- Орден Белог орла V реда;[1]
- Орден Карађорђеве звезде са мачевима;[3]
- Орден препорода Пољске.[3]